# نورا (رابر ألمانية)
نورا حبيب عمر ((بالإنجليزية: Nura Habib Omer)؛ ولدت في 24 ديسمبر 1988) هي كويتية المولد، مغنية راب ألمانية وممثلة من أصل إريتريا. عُرفت بمشاركتها في فرقة The toten Crackhuren im Kofferraum وثنائي الراب SXTN. بعد انفصال SXTN عام 2018، تابعت مسيرتها كفنانة منفردة. كممثلة، اشتهرت بأداء شخصية «فلورا» في مسلسل أمازون برايم فيديو Die Discounter.

## الأعمال الموسيقية

### ألبومات الاستوديو
| العنوان       | تفاصيل الألبوم                                                                                         | أعلى المراتب في قوائم الأغاني | أعلى المراتب في قوائم الأغاني |
| العنوان       | تفاصيل الألبوم                                                                                         | قوائم جي إف كيه إنترتينمنت    | Ö3 Austria Top 40             |
| ------------- | --- | ----------------------------- | ----------------------------- |
| Habibi        | - تاريخ الإصدار: 29 مارس 2019 - شركة الإنتاج: JINX Music - الصيغ: Fanbox، قرص مضغوط، تنزيل موسيقى، بث  | 14                            | 37                            |
| Auf der Suche | - تاريخ الإصدار: 20 أغسطس 2021 - شركة الإنتاج: JINX Music - الصيغ: Fanbox، قرص مضغوط، تنزيل موسيقى، بث | 22                            | —                             |

### الأغاني الفردية

#### كفنانة رئيسية
| العنوان                        | السنة | أعلى المراتب               | الألبوم       |
| العنوان                        | السنة | قوائم جي إف كيه إنترتينمنت | الألبوم       |
| ------------------------------ | ----- | -------------------------- | ------------- |
| "Auf der Kippe"                | 2017  | —                          | Habibi        |
| "Babebabe" (بمشاركة SAM)       | 2018  | 74                         | Habibi        |
| "Chaya" (بمشاركة Trettmann)    | 2018  | 33                         | Habibi        |
| "Nackt" (مع Remoe)             | 2018  | 78                         | أغنية منفردة  |
| "SOS" (مع Remoe)               | 2019  | 56                         | Habibi        |
| "Was ich meine"                | 2019  | 64                         | Habibi        |
| "Sativa"                       | 2019  | —                          | Habibi        |
| "Radio"                        | 2019  | 100                        | Habibi        |
| "Fortnite"                     | 2019  | —                          | Habibi        |
| "Kein Bock"                    | 2019  | —                          | أغنية منفردة  |
| "Interlude"                    | 2019  | —                          | Habibi        |
| "Ohne Sinn" (بمشاركة Bausa)    | 2019  | —                          | Habibi        |
| "Habibi"                       | 2019  | —                          | Habibi        |
| "Keiner hat gefragt"           | 2019  | —                          | Habibi        |
| "Wuppertal"                    | 2019  | —                          | Habibi        |
| "Laut"                         | 2019  | —                          | Habibi        |
| "Babe"                         | 2019  | —                          | Habibi        |
| "Comfort Zone" (مع Manuellsen) | 2019  | —                          | أغنية منفردة  |
| "Fair"                         | 2021  | 26                         | Auf der Suche |

#### كفنانة مشاركة
| العنوان                                                          | السنة | أعلى المراتب               | أعلى المراتب      | أعلى المراتب    |
| العنوان                                                          | السنة | قوائم جي إف كيه إنترتينمنت | Ö3 Austria Top 40 | Swiss Hitparade |
| ---------------------------------------------------------------- | ----- | -------------------------- | ----------------- | --------------- |
| "Wer hat das Gras weggeraucht" (B-Tight بمشاركة نورا)            | 2016  | —                          | —                 | —               |
| "Echte Manner" (AchtVier وSaid بمشاركة نورا)                     | 2016  | —                          | —                 | —               |
| "Tripsitter" (TaiMO بمشاركة نورا)                                | 2017  | —                          | —                 | —               |
| "31er" (Frauenarzt وTaktloss بمشاركة نورا)                       | 2017  | —                          | —                 | —               |
| "Nutella" (Spinning 9 وKid Cairo بمشاركة نورا)                   | 2017  | —                          | —                 | —               |
| "Sonntag" (Spinning 9 بمشاركة نورا)                              | 2017  | —                          | —                 | —               |
| "Temperamento" (Sero بمشاركة نورا)                               | 2018  | —                          | —                 | —               |
| "Wenn ich will" (Fruchtmax بمشاركة نورا)                         | 2018  | —                          | —                 | —               |
| "In Berlin" (Bausa بمشاركة نورا)                                 | 2018  | —                          | —                 | —               |
| "Fokus" (Jugglerz بمشاركة Miami Yacine وBausa وNura وJoshi Mizu) | 2018  | 70                         | —                 | —               |
| "36 Grad" (Zugezogen Maskulin وCarsten Chemnitz بمشاركة نورا)    | 2019  | —                          | —                 | —               |
| "Verliebt in einen Gangster 2" (18 Karat بمشاركة نورا)           | 2019  | 23                         | 46                | 73              |
| "Sie ist geladen" (Seeed بمشاركة نورا)                           | 2019  | 88                         | —                 | —               |

### SXTN
SXTN

## الجوائز والترشيحات

### النتائج
| السنة | الجائزة            | الفئة            | النتيجة | المصدر |
| ----- | ------------------ | ---------------- | ------- | ------ |
| 2018  | 1LIVE Krone Awards | أفضل فنانة       | فازت    | [ 8 ]  |
| 2018  | 1LIVE Krone Awards | أفضل فنانة صاعدة | رُشحت    | [ 9 ]  |
| 2019  | Hype Awards        | فنانة العام      | رُشحت    | [ 10 ] |
| 2019  | Hype Awards        | فنانة صاعدة      | رُشحت    | [ 10 ] |
| 2019  | Hype Awards        | حساب إنستغرام    | رُشحت    | [ 11 ] |
| 2021  | Bravo Otto Awards  | هيب هوب وطني     | رُشحت    | [ 12 ] |